# Granny: Chapter Two
Granny: Chapter Two är ett indie-skräckspel som är utvecklat och publicerat av DVloper. Spelaren spelar som en obeväpnad person inlåst i ett hus. Spelet går ut på att man ska rymma från huset genom att klara pussel samtidigt som "Granny" och "Grandpa" jagar spelaren. Man har fem dagar på sig att klara det och om man inte gör det får man se en cutscene där "Granny" eller "Grandpa" mördar spelaren. Spelet är en uppföljare till Granny.
Spelet är till stor del baserat kring ljud då mycket som spelaren gör i spelet ger ifrån sig ljud som lockar på "Granny" och "Grandpa".
Spelet har över 100 miljoner nedladdningar på Google Play.